# Грин Хил (Тенеси)
Грин Хил (енгл. Green Hill) насељено је место без административног статуса у америчкој савезној држави Тенеси.

## Демографија
По попису из 2010. године број становника је 6.618, што је 450 (-6,4%) становника мање него 2000. године.
| Група             | 2000.         | 2010.         |
| Белци             | 6.646 (94,0%) | 6.141 (92,8%) |
| Афроамериканци    | 214 (3,0%)    | 192 (2,9%)    |
| Азијати           | 51 (0,7%)     | 44 (0,7%)     |
| Хиспаноамериканци | 68 (1,0%)     | 138 (2,1%)    |
| Укупно            | 7.068         | 6.618         |